# Список мечетей Баку
В статье представляется список и краткая информация о многих мечетях, расположенных в городе Баку.

## Список
| №   | Название мечети                      | Дата основания   | Информация | Изображение |
| 1.  | Мечеть Джин                          | XIV век          | Расположена в Ичери-шехер и входит в комплекс Дворца Ширваншахов. 2 августа 2001 года здание зарегистрировано в качестве национального архитектурного памятника. |             |
| 2.  | Текие (Баку)                         | XIII век         | Расположена в Ичери-шехер. 2 августа 2001 года здание зарегистрировано в качестве национального архитектурного памятника. |             |
| 3.  | Мечеть Гаджи Бани                    | XVI век          | Расположена в Ичери-шехер и входит в комплекс Дворца Ширваншахов. 2 августа 2001 года здание зарегистрировано в качестве национального архитектурного памятника. |             |
| 4.  | Молла Ахмед-мечеть                   | 1300 год         | Расположена в Ичери-шехер 2 августа 2001 года здание зарегистрировано в качестве национального архитектурного памятника. |             |
| 5.  | Мечеть Чин                           | 1375 год         | Расположена в Ичери-шехер, к юго-западу от комплекса Дворца Ширваншахов. Строительство осуществлено по завещанию имама Османа аш-Ширвани. В 2012 году мечеть была основательно отреставрирована |             |
| 6.  | Мечеть Гилейли                       | 1309 год         | Расположена в Ичери-шехер и входит в комплекс Дворца Ширваншахов. 2 августа 2001 года здание зарегистрировано в качестве национального архитектурного памятника. |             |
| 7.  | Хыдыр-мечеть                         | 1301 год         | Расположена в Ичери-шехер. Построена на месте храма огнепоклонников |             |
| 8.  | Мечеть Сеид Яхья                     | XVII век         | Расположена в Ичери-шехер. В советские времена в помещениях мечети были организованы столярные мастерские. |             |
| 9.  | Мечеть Шейха Ибрагима                | 1415 — 1416 годы | Расположена в Ичери-шехер. Над входной дверью в мечеть сохранилась китабе с выполненной резьбой по камню арабоязычной надписью. |             |
| 10. | Мечеть-медресе                       | XV век           | Расположена в Ичери-шехер. |             |
| 11. | Джума-мечеть (Баку)                  | 1899 год         | Расположена в Ичери-шехер. В 2008 году была отреставрирована. |             |
| 12. | Мечеть Ханлара                       | XIX век          | Расположена в Ичери-шехер. Мечеть является одним из последних религиозных памятников построенных на территории Ичеришехер. С 2000 года используется как жилой дом. |             |
| 13. | Мечеть Ашура                         | 1169 год         | Расположена в Ичери-шехер. | .           |
| 14. | Мечеть Туба-Шахи                     | 1481 год         | Расположена в посёлке Мардакян. Мечеть получила своё название в честь женщины заказавшей её постройку. |             |
| 15. | Аждарбек (мечеть)                    | 1912 год         | Расположена в центре города Баку, на улице Самеда Вургуна. Известна как Голубая мечеть. Была построена Аждар-беком Ашурбековым по проекту архитектора Зивер-бека Ахмедбекова. | .           |
| 16. | Мечеть Гаджи Шахла                   | 1385 год         | Расположена в Балаханы. |             |
| 17. | Мечеть Гаджи Бахши                   | 1663 год         | Архитектором является Мамед Али. |             |
| 18. | Мечеть Пирсаид                       | 1363 —1364 годы  | |             |
| 19. | Мечеть Низам-ад-Дина                 | 1329 — 1330 годы | Расположена в посёлке Амирджаны Сураханского района. В настоящее время мечеть закрыта и охраняется государством. |             |
| 20. | Мечеть Муртуза Мухтарова (Амирджаны) | 1901 —1908 годы  | Расположена в посёлке Амирджаны Сураханского района. В годы советской власти мечеть стала использоваться как ткацкий цех. С 1985 по 1988 год здесь функционировал выставочный салон народного художника Азербайджана Саттара Бахлулзаде. В 1989 году же мечеть была отдана в распоряжение прихожан       | .           |
| 21. | Мечеть Тезепир                       | 1905 —1914 годы  | Строительство велось при покровительстве меценатки Набат-ханум Ашурбековой архитектором Зивер беком Ахмедбековым. В 1917 году мечеть была закрыта. С 1943 года и по сей день функционирует как мечеть. 6 июля 2009 года после завершения реставрационных работ была проведена церемония открытия мечети. |             |
| 22. | Мечеть Гаджи Султанали               | 1904 —1910 годы  | Расположена вблизи метростанции «Низами». | .           |
| 23. | Мечеть Баба Кухи Бакуви              |                  | Остатки расположены в Ичери-шехер, к северу от Девичьей башни. |             |
| 24. | Бегляр-мечеть                        | 1895 год         | Расположена в Ичери-шехер, напротив Ворот Мурада Дворца ширваншахов. Бегляр-мечеть является «памятником истории и культуры национального значения». | .           |
| 25. | Мечеть Гаджи Губат                   | 1791 год         | Расположена на улице Кичик Гала. Построена архитектором Гаджи Губад Амиром Али оглу. Мечеть относится к Ширвано-апшеронской архитектурной школе. Внутри мечети есть могила архитектора и его жены. |             |
| 26. | Мирза Ахмед-мечеть                   | 1345 год         | Построена Гаджи Мирза Ахмедом. Мечеть состоит из квадратного вестибюля, служебного помещения и молельного зала с нишами. |             |
| 27. | Мечеть Гаджи Гаиб                    | 1898 год         | |             |
| 28. | Мечеть Биби-Эйбат                    | 1990 год         | Расположена на берегу Бакинской бухты, в посёлке Шихово. Мечеть была построена над гробницей дочери Мусы аль-Казима, седьмого шиитского имама. Нынешнее здание построено по проекту архитектора Санана Султанова.                                                                                        |             |
| 29. | Мечеть Гейдара                       | 2013 —2014 годы  | Расположена в Бинагадинском районе. Строительство началось в сентябре 2012 года. Открытие мечети состоялось 26 декабря 2014 года. |             |